# Karneval des Harlekins
Karneval des Harlekins (Le carnaval d’Arlequin) ist ein Gemälde von Joan Miró, das er 1924/25 in Paris schuf. Es gilt als ein wichtiges Werk seiner surrealistischen Periode. Es ist seit 1940 im Bestand des Buffalo AKG Art Museum in Buffalo.

## Zum Werk
Mirós Begegnung mit den Surrealisten um André Breton und die Veröffentlichung des „Ersten surrealistischen Manifests“ im Jahr 1924 beeinflussten ihn, das Unbewusste in seinem Werk auszudrücken. Das relativ kleine Gemälde Karneval des Harlekins, das in dieser Zeit entstand, zeigt Zeichen und traumhafte Erscheinungen in einem Zimmer, die Karneval feiern; ein mechanischer Gitarrist mit Vogelkopf spielt die Musik dazu. Rechts oben öffnet ein Fenster den Blick auf die anscheinend nächtliche Umgebung, die linke schwarze Spitze steht für den Eiffelturm. Unter diesem Fenster erscheint ein Pfeil, der einen dunklen Kreis unterbricht, der den Erdkreis darstellen soll. Am rechten Bildrand liegen auf einem blauen Tisch mit einem Fuß in Balusterform ein Fisch, Vögel und weitere, nicht identifizierbare Dinge. Spielende Katzen, Figuren mit kreisrunden Gesichtern – die bärtige Figur mit dem Hut stellt den Harlekin dar – ein Komet, zwei Zylinderformen mit Augen, ein Seestern, ein Würfel mit entschlüpfendem Insekt, Noten und Anderes bevölkern das Bild. Am linken Bildrand lehnt eine Leiter mit wenigen Sprossen; die Bildmitte wird eingenommen von zwei sich überschneidenden wurmartigen Formen; eine endet mit einer weit geöffneten weißen Hand. 
Zwei Details erscheinen realistisch: Schimmel und Risse in der Wand bilden ein Zeichen des Verfalls. Miró richtete sich nach Leonardo da Vincis bekanntem Rat, beispielsweise die Unregelmäßigkeiten einer Mauer oder die Zeichnung des Marmors als Ausgangspunkt für ein Bild zu nehmen. Solche Inspirationsquellen wurden in den Künstlerkreisen um Miró seinerzeit diskutiert. Sehr viel später, im Jahr 1939, veröffentlichte Miró in der Zeitschrift Verve den poetischen Text Le Carnaval d’Arlequin, der Bezug nahm auf das Gemälde.
Miró war unter anderem mit diesem Werk beteiligt an der Ausstellung Peinture surréaliste in der Galerie Pierre in Paris, die im Jahr 1925 stattfand; weitere ausstellende Künstler waren Giorgio de Chirico, Paul Klee, Man Ray, Pablo Picasso, Hans Arp und Max Ernst. 

## Provenienz
Von 1926 bis 1929 war das Gemälde im Besitz von André Breton; später erwarben es Privatbesitzer und Galerien. Im Jahr 1940 gelangte es über die Galerie von Pierre Matisse in den Bestand der Albright-Knox Art Gallery (heute Buffalo AKG Art Museum) in Buffalo.